# Klibna

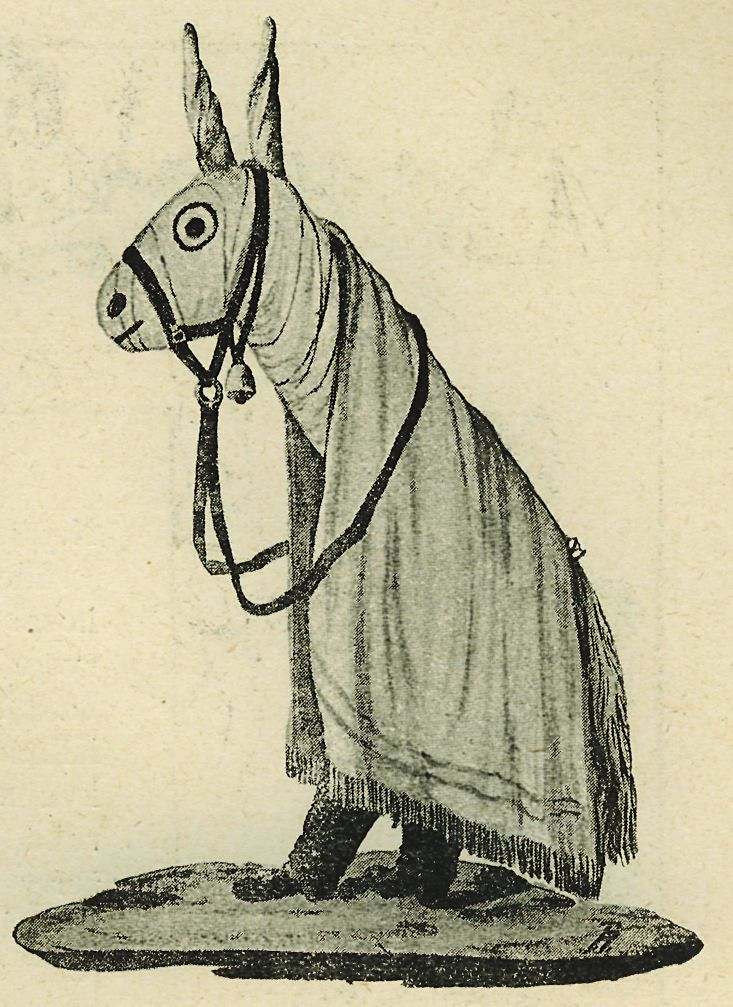
Klibna z okolí Krásné Hory nad Vltavou, kresba Františka Racka, 1910

Klibna, též šiml, je česká masopustní maska představující kobylu či koně, někdy s jezdcem, doprovázenou kozlíky nebo vedenou židem, sedlákem nebo kočím. Většinou masku představují dva lidé překrytí plachtou, z nichž jeden představuje hlavu a přední nohy koně a druhý zadní nohy. Koňská hlava je někdy také neživý objekt, který první člověk drží na tyči. Jindy klibnu představuje člověk jediný s konstrukcí upevněnou kolem těla, který tak zároveň představuje jezdce. Ten, kdo klibnu vede, jí může nabízet k prodeji, maska také může provádět různé vylomeniny. Někdy je také porážena a hraje roli jakéhosi obětního beránka, kterému jsou připsány všechny hříchy. Společně s maskami medvěda, masopustu, báby s nůší, laufra a turka patří k nejoblíbenějším českým masopustním převlekům, významnou pozici mívala především na Vysočině.
Kdysi se se klibnou chodilo v předvečer Tří králů, jak zmiňuje Josef Jungmann ve svém Slovníku z 30. let 19. století. Čeněk Zíbrt zvyk spojuje s oblibou novoročních převleků za zvířata, především koně, v středověké Evropě a zmiňuje, že v jeho rodném Kostelci nad Vltavou chodila klibna o Vánocích i o tříkrálovém předvečeru. Zmiňuje také jihočeskou podobu jména: chlibna, z kterého se podle jeho názoru vyvinulo označení klibna, a uvažuje o jeho původu od slova „chlípná“. Jungmann spojil Chlibnu s údajnou bohyní Klimbou, kterou zmínil ve své kronice Václav Hájek z Libočan, což Zíbrt odmítl.
Podobné koňské masky se objevují o Vánocích a masopustu také v britském folklóru. Příkladem je Old Horse severovýchodní Anglie a jihovelšský Mari Lwyd, ale také různé další převleky založené na použití koníka na tyčce.